# Albin de Seebach
Albin Leon von Seebach (Langensalza (Duitsland), 31 januari 1811 - Dresden, 18 juni 1884) was een Duits edelman die een Belgische adellijke titel ontving.

## Levensloop
Albin von Seebach was een zoon van baron Frederk von Seebach en van Elisabeth de Seebach. Hij trouwde in 1839 met gravin Marie de Nesselrode (1820-1888). Ze kregen twee zoons en een dochter.
Hij was ambassadeur voor Saksen in Brussel en in Sint-Petersburg, kamerheer en raadgever bij de koning van Saksen.
In 1864 kreeg hij de persoonlijke Belgische titel van graaf, die het jaar daarop erkend werd door het koninkrijk Saksen. Dit hield de stilzwijgende opname in binnen de Belgische adel, maar zonder overdracht op zijn kinderen.
Zijn jongste zoon, baron Nicolas von Seebach (1854-1919), vrijgezel gebleven, eredoctor aan de Universiteit Leipzig, kamerheer van de koning van Saksen en directeur van de Muziekkapel en de Schouwburg aan het Saksische Hof, was de laatste naamdrager van dit huis.